# Residenza di Salisburgo
La Residenza di Salisburgo (in lingua tedesca: Salzburger Residenz) è un palazzo storico sito a Salisburgo in Austria, in posizione adiacente a quella del duomo cittadino. Per centinaia di anni fu residenza ufficiale dei Principi Arcivescovi di Salisburgo, massimo centro di potere nella regione e sede della stravagante e lussuosa corte dei regnanti. Quando con le guerre napoleoniche il Sacro Romano Impero cadde il Principato Arcivescovile di Salisburgo cessò di esistere quale unità amministrativa e il palazzo, non più cuore della macchina dello Stato, fu gradualmente abbandonato. Oggi è proprietà del Land, che lo impiega per cerimonie ed eventi. Il palazzo è altresì visitabile.
Gli spazi ospitano anche una galleria d'arte.

## Storia
È nel 1232 che per la prima volta si fa riferimento in un documento scritto a un palazzo adibito a residenza degli arcivescovi presso Salisburgo.
Fu con la fine della annosa lotta per le investiture però che la costruzione del fabbricato ebbe veramente inizio. La costruzione di un palazzo tanto lussuoso fu finanziata attraverso le tasse imposte sul commercio del sale che rimaneva comunque redditizio e largamente praticato grazie all'altissima reperibilità di questo oro bianco del quale il sottosuolo di Salisburgo è ricchissimo: il nome stesso della città, Salisburgo appunto, deriva proprio da questa attitudine, Salisburgo significa proprio infatti "città del sale". Nel 1519 il Principe Arcivescovo Wolf Dietrich von Raitenau comandò la prima di una serie di campagne di lavori che si concluderanno solo nel 1586 e che imposteranno quello che è l'impianto architettonico del palazzo. Tra XVII e XVIII secolo la residenza acquisì il volto che noi oggi vediamo. Anzitutto il cortile si chiuse nella forma di un quadrato con l'edificazione di una nuova ala verso la Domplatz. Furono predisposti lo scalone e i principali ambienti di rappresentanza mentre gli appartamenti privati non furono modificati nella disposizione degli spazi ma furono completamente ridecorati.
Quando nel 1808 i principati tedeschi caddero a seguito della dissoluzione del Sacro Romano Impero anche i Principi Arcivescovi furono detronizzati perdendo potere e ricchezze stupefacenti. Il palazzo rimase ancora sede dell'arcivescovado fino alla Seconda guerra mondiale alla fine della quale fu trasferito in un altro palazzo. Oggi la residenza è aperta alle visite ed è impiegata dallo stato per cerimonie e manifestazioni di vario tipo. 

## Architettura
La Residenza di Salisburgo è parte insieme al duomo e ad altre costruzioni circostanti di un più ampio complesso architettonico, il Quartiere del Duomo, DomQuartier in tedesco.
Il fabbricato ha facciate dalle linee severe e austere. Incornicia un cortile quadrangolare al quale accessi principali si hanno dalla Residenzplatz e dalla Domplatz attraverso criptoportici. Accedendo al cortile dalla Residenzplatz si trova in fondo al cortile lo scalone d'onore a rampa frontale che si apre al primo piano in un vestibolo dal quale si accede alla sala dei carabinieri. La sala dei carabinieri è lo spazio più grande di tutto il palazzo, si tratta di un'aula immensa lunga 50 metri larga e alta 12 dove montava la guardia d'onore del principe arcivescovo, i carabinieri appunto, e venivano ricevuti i dignitari prima che si incamminassero per la fuga di stanze che portava fino a quella delle udienze. Il soffitto è decorato da tre affreschi, il pavimento è di marmo rosso. A est attraverso un portale si accede alla sala dei cavalieri mentre a ovest a quella imperiale. La sala dei cavalieri è una grande anticamera dove i cortigiani si riunivano attendendo il principe. È da qui che si accede a un passaggetto coperto che conduce fino al duomo utile agli arcivescovi per recarsi non visti alla sacrestia dello stesso. Seguono la sala delle conferenze dove il principe arcivescovo riuniva il suo consiglio privato e la anticamera dove coloro che avevano udienza con l'arcivescovo attendevano rigorosamente in piedi in segno di rispetto il loro turno. La sala successiva è proprio la sala delle udienze dalla quale si accede all'appartamento privato. Si compone di appena quattro stanze. Anzitutto la retirade impiegata come studio, seguono la sala blu usata come salotto e la camera da letto. Da questa si accede all'oratorio, una piccola cappella privata adibita all'uso particolare del solo principe. Un ingegnoso sistema di pannelli lignei e tappezzerie permette una volta tirati di nascondere l'accesso a questo stanzino dissimulandolo dietro quella che sembra essere una parete come le altre. Oltre l'appartamento del principe si trovano ulteriori stanze di rappresentanza che chiudono il circuito del palazzo. La prima è la galleria delle bellezze impiegata per l'esposizione delle opere d'arte più belle in possesso dei principi. Seguono la sala del trono e due sale per ricevimenti e feste, la sala bianca e quella verde. L'ultima è la sala imperiale nella quale i Sacro Romano Imperatori venivano ricevuti.
Altri spazi venivano impiegati come Wunderkammer per l'esposizione quindi di meraviglie e curiosità attitudine questa molto in voga tra i regnanti dal rinascimento fino a tutta l'età moderna. Il palazzo non dispone di giardini.

## Galleria d'immagini

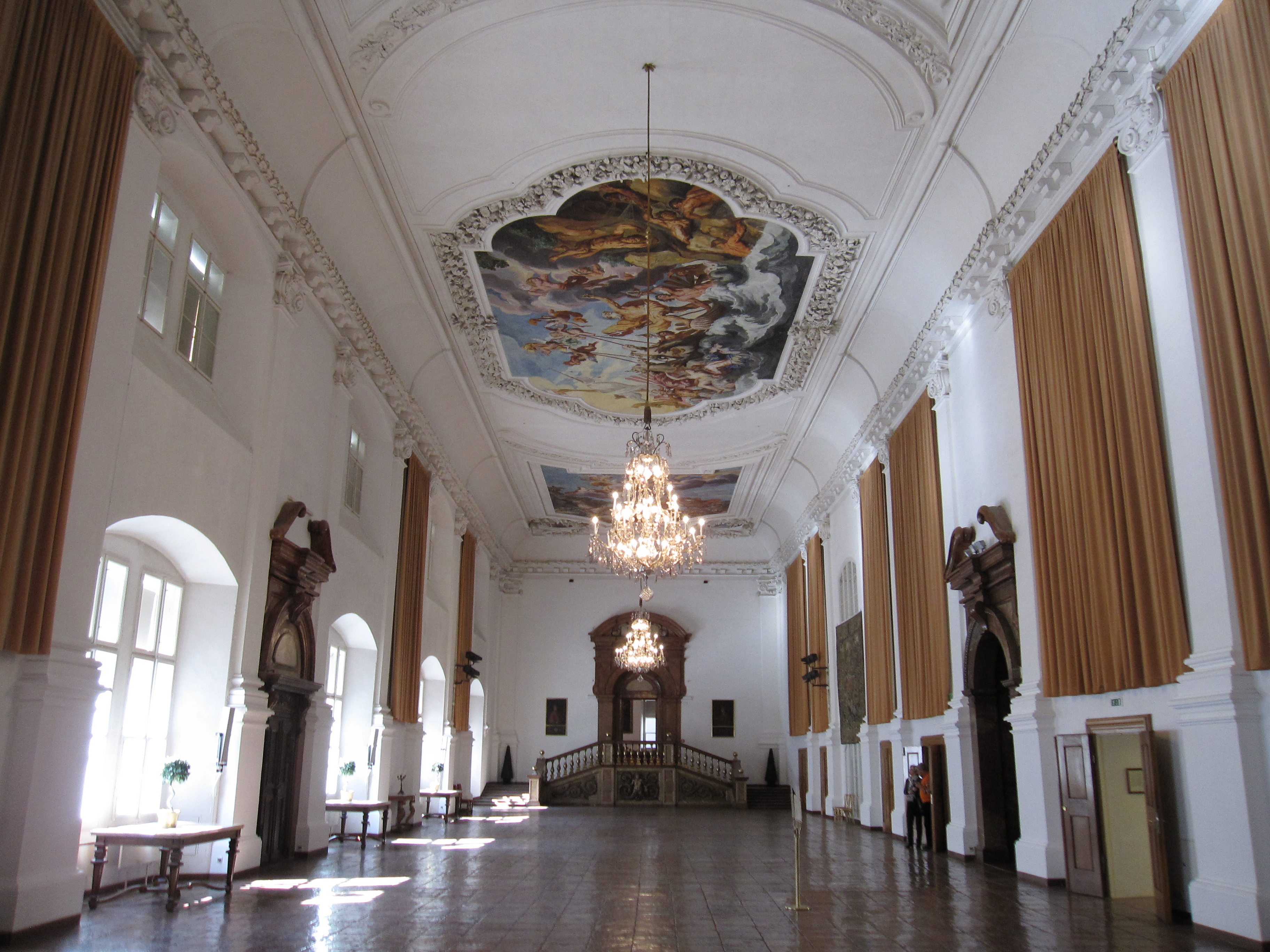
Sala dei Carabinieri
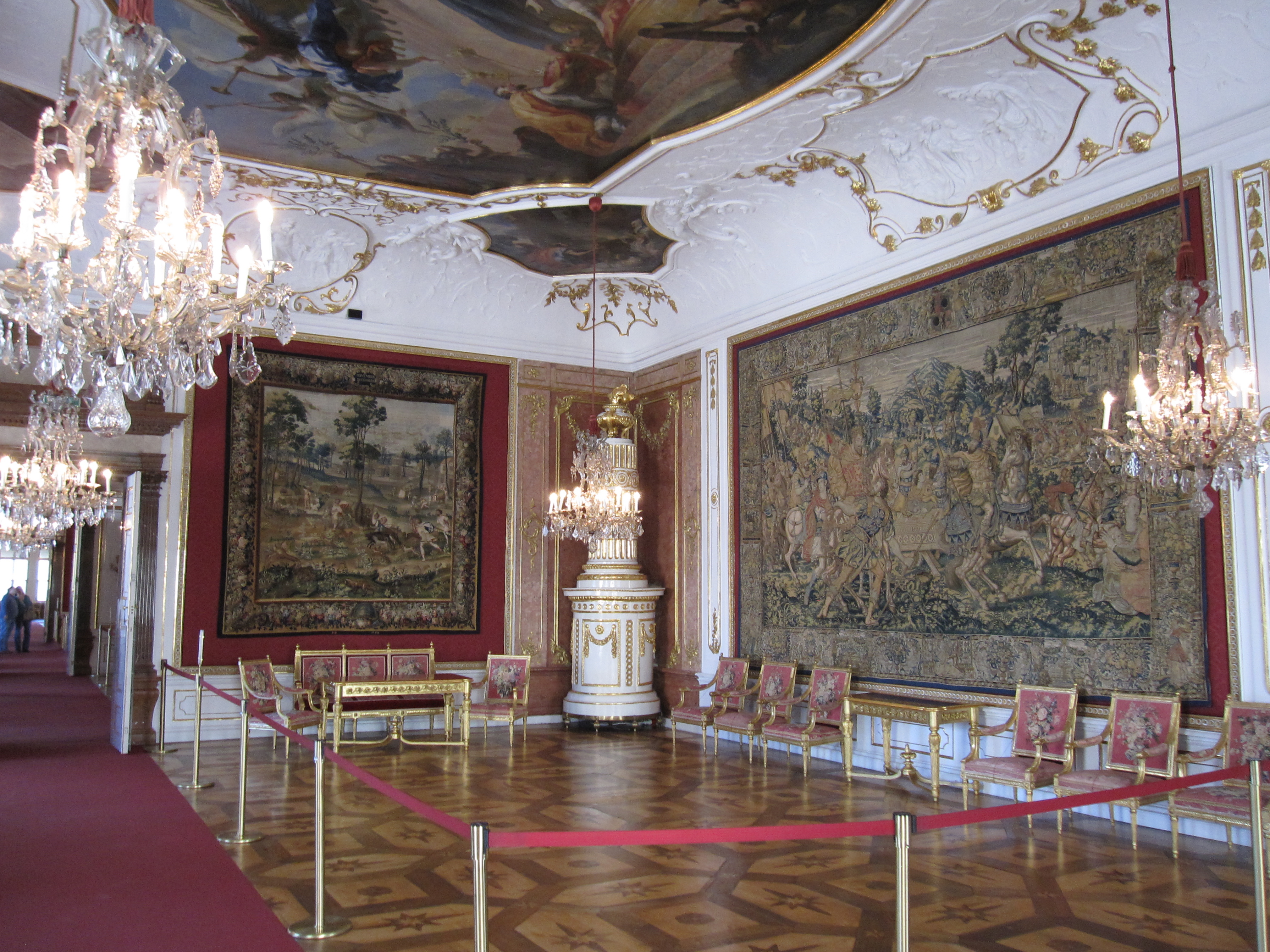
Sala delle udienze
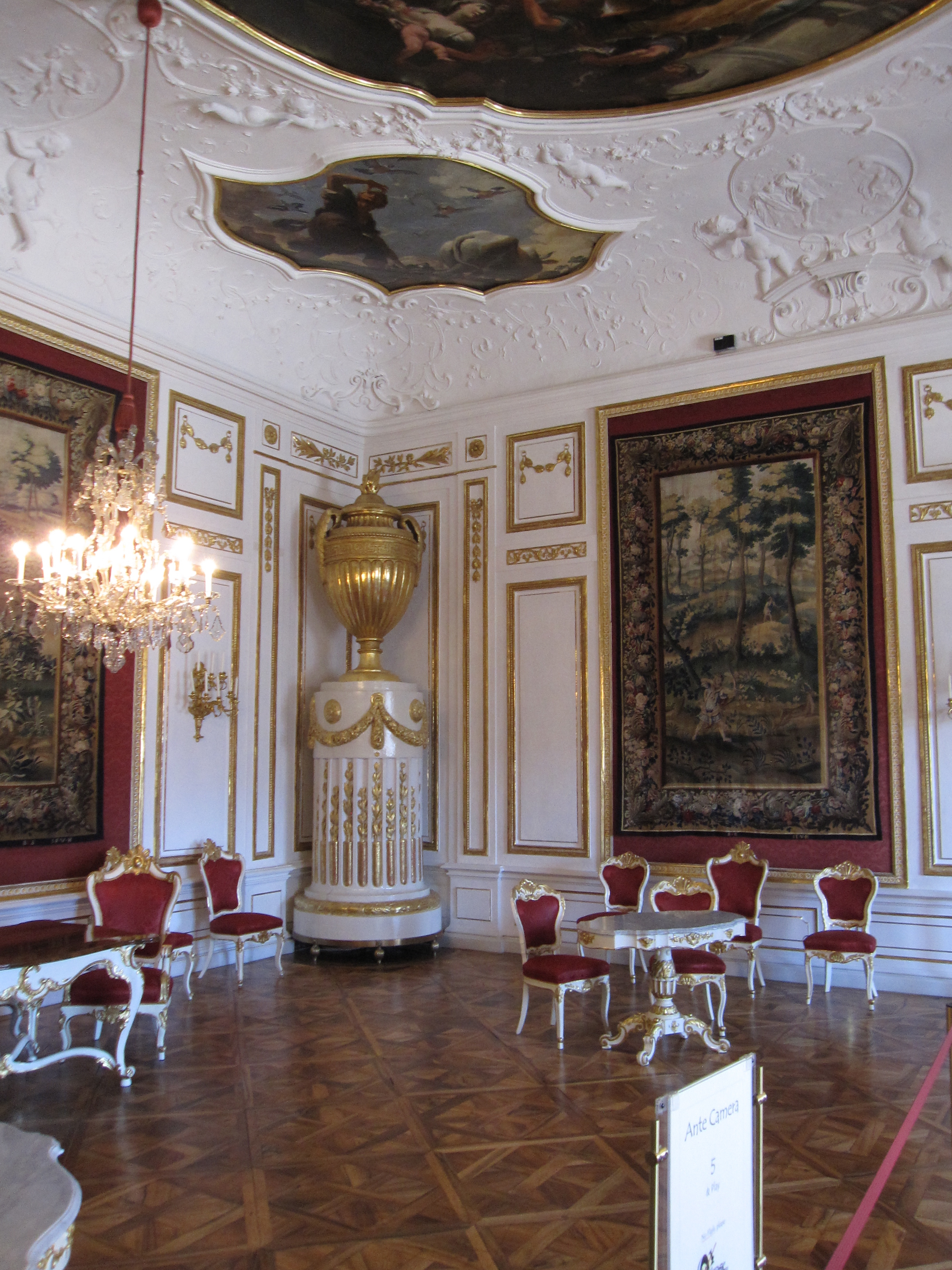
Anticamera regia
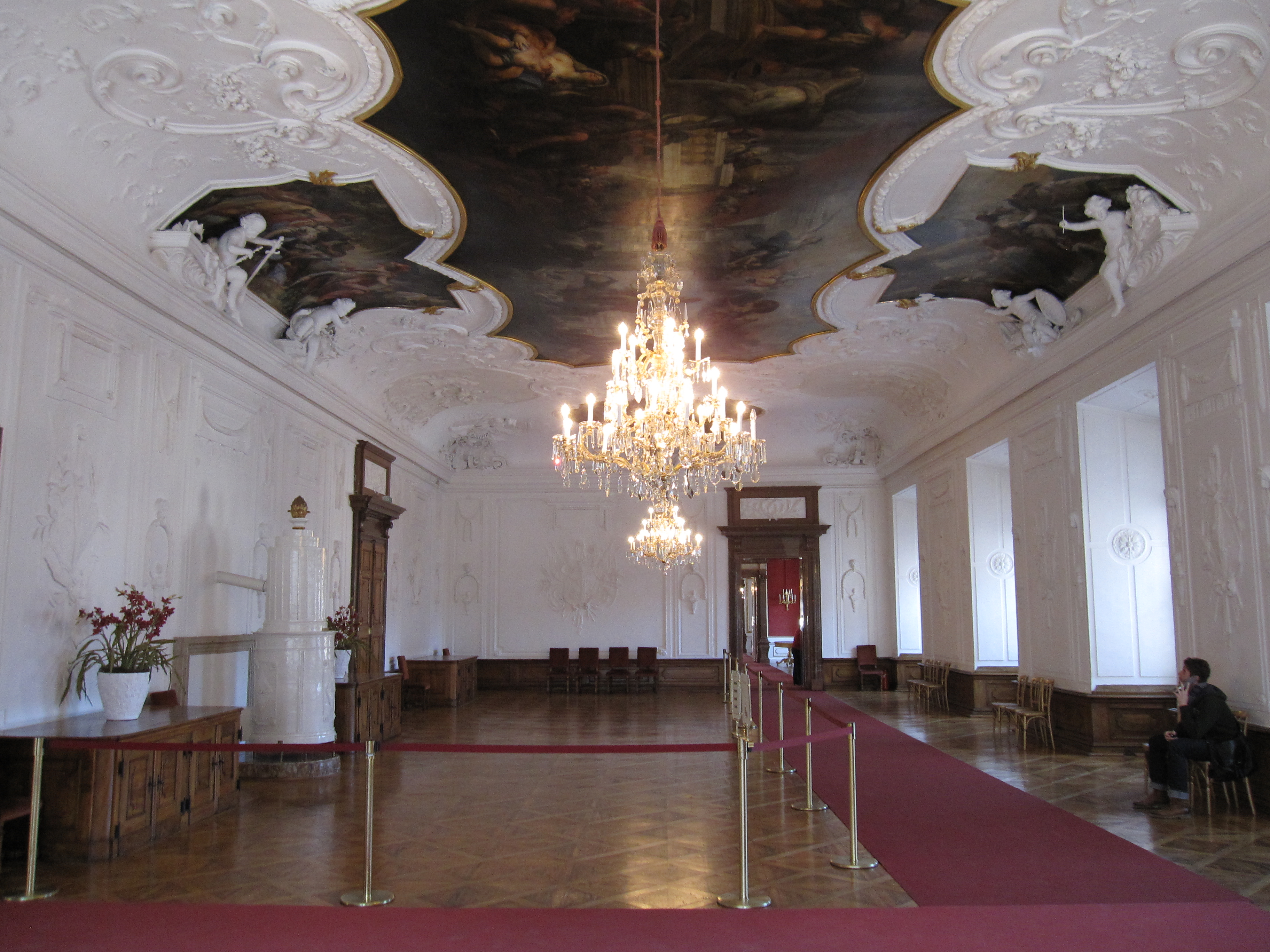
Sala dei cavalieri
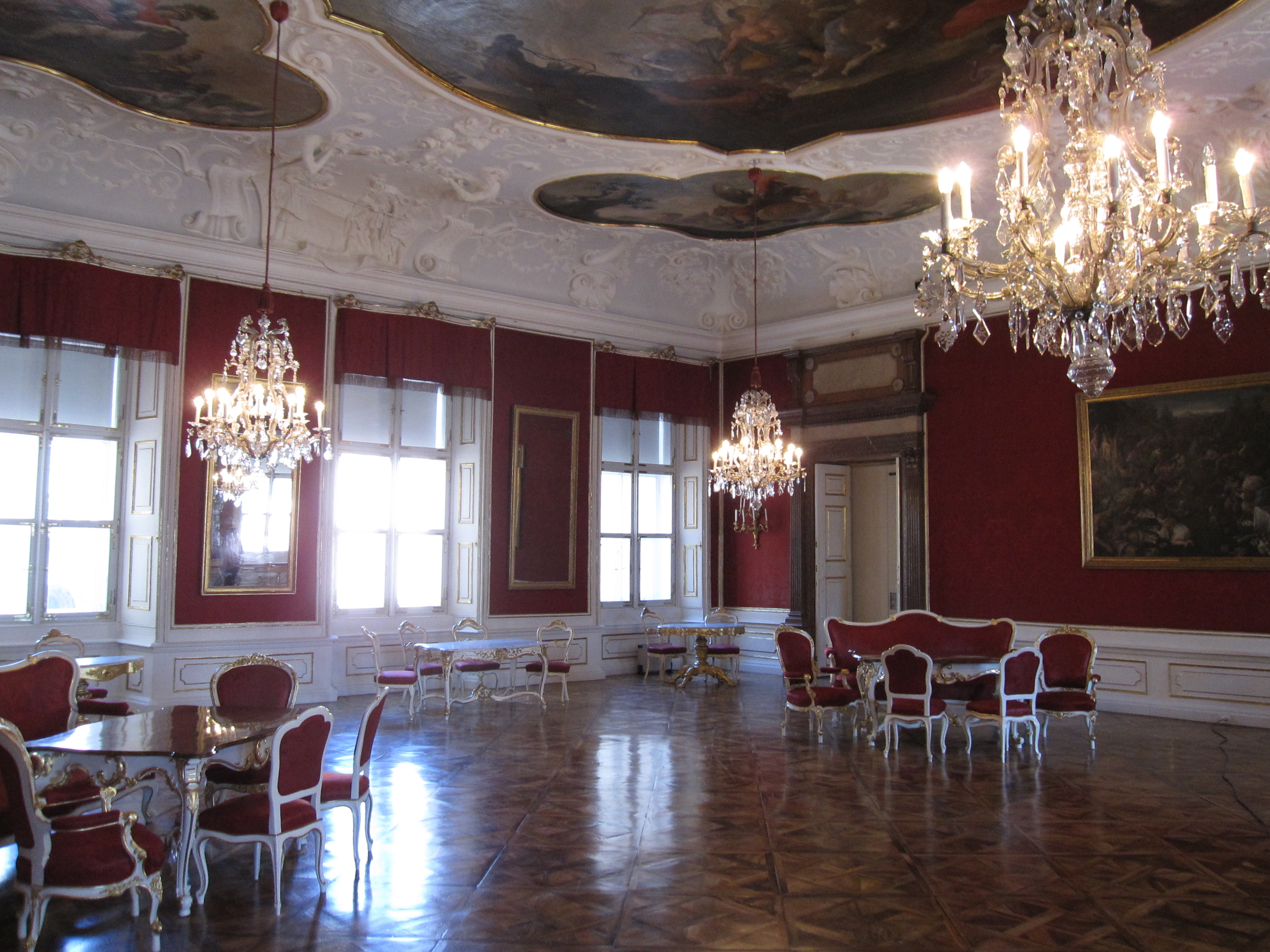
Sala delle conferenze